# لوطس قرني
اللُّوطُس القرني أو قَرن الغزال أو الكُتَيْهَة أو زَيتة أو أبو قرن أو رجل العصفور أو لوتس قريني هو نبات مزهر في الفصيلة البقولية، مهده الأراضي العشبية في أوْراسية المعتدلة وشمال إفريقيا. قرن الغزال نباتٌ عشبي معمر يشبه في مظهره بعض النفل. يغلبُ أن يستخدم علفًا ويستخدم على نطاق واسع غذاء للماشية نظرًا لخصائصه غير المتطايرة.

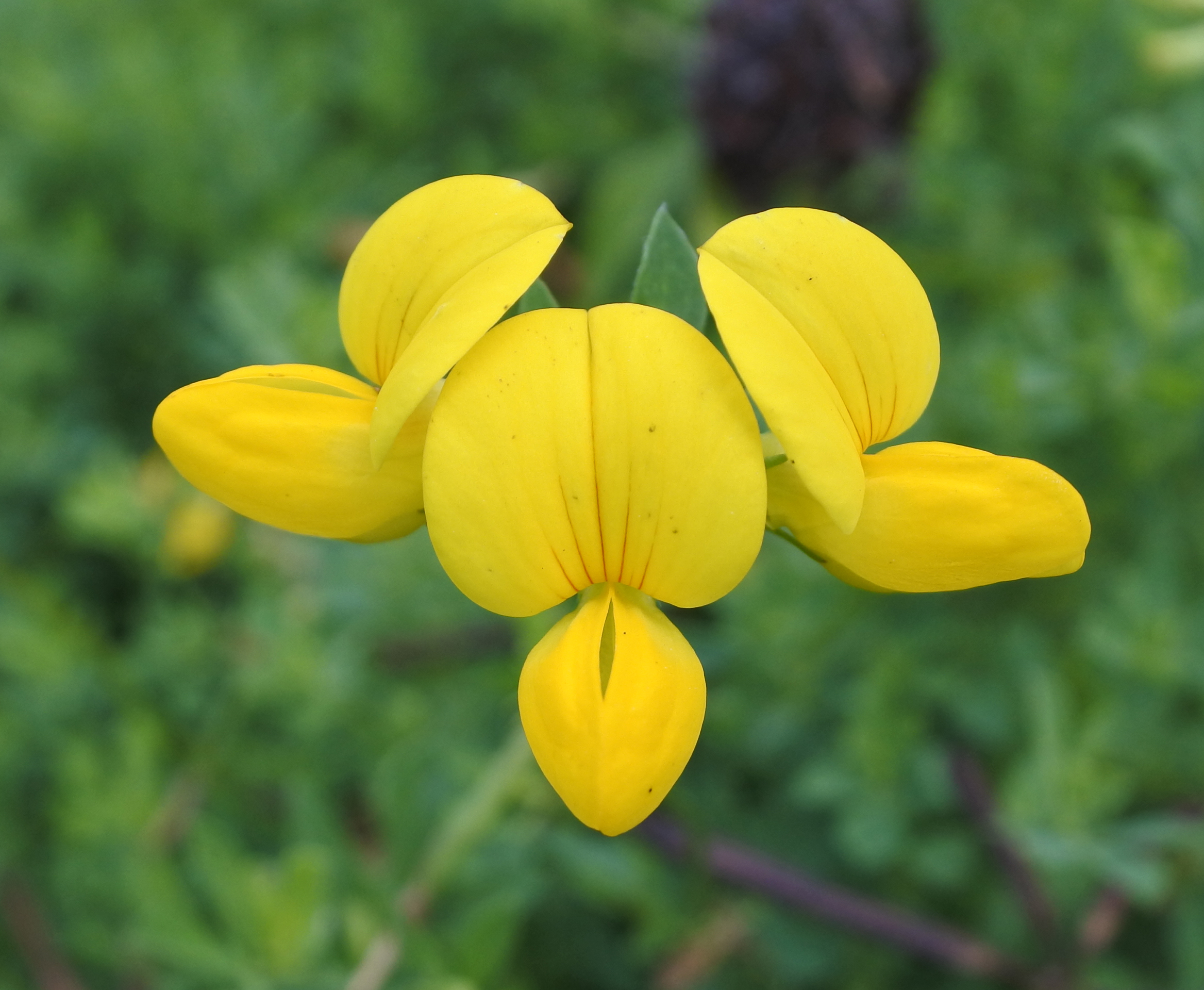
أزهار قرن الغزال